# Vågorna
Vågorna är en sång skriven och framförd av Uno Svenningsson.
Låten är det andra spåret i albumet I det osynliga från 2001. Date spelade in en version 2010 i deras album Här och nu! Låten framfördes av Sabina Ddumba i Så mycket bättre 2017, den versionen hamnade på Svensktoppen den 5 november 2017 Versionen har även legat på Digilistan.
Låten användes i reklamfilmer för Pripps under 2002, vilket väckte debatt, eftersom Svenningsson samtidigt medverkade på en skiva utgiven av Ungdomens Nykterhetsförbund.
Vågorna spelas även i TV-programmet Renées brygga.

### Fotnoter
1. ↑  https://smdb.kb.se/catalog/id/001550491
2. ↑  https://smdb.kb.se/catalog/id/002670064
3. 1 2  https://www.nostalgilistan.se/sabina-ddumba-13119/vagorna-40374
4. ↑  https://www.aftonbladet.se/nojesbladet/musik/article10265589.ab